# Макнилл, Дик
Ричард «Дик» Макнилл (нидерл. Richard «Dick» MacNeill; 7 января 1898, Пасуруан, Голландская Ост-Индия — 3 июня 1963, Хемстеде, Нидерланды) — нидерландский футболист, вратарь. В составе сборной Нидерландов стал бронзовым призером Олимпиады 1920 года в Антверпене.

## Карьера
Всю свою карьеру выступал за два клуба: «ХВВ Ден Хааг» и «Конинклейке ХФК». В сборную впервые был вызван в 1920 году, когда предыдущий основной вратарь команды, Юст Гёбель, получил травму глаз и ушёл из спорта. Дебютировал 5 апреля в домашнем товарищеском матче со сборной Дании, сохранив свои ворота «сухими». К летней Олимпийским играм сыграл за сборную уже три матча. На самом турнире был основным вратарём, пропустив в четырёх играх десять голов. После Олимпиады закончил карьеру в сборной.

## Личная жизнь
Работал клерком, после стал директором торговой компании. Также был известен как Роберт Макнилл (нидерл. Richard «Dick» MacNeill).

## Статистика

### Матчи Макнилла за сборную Нидерландов
| Матчи Макнилла за сборную Нидерландов | Матчи Макнилла за сборную Нидерландов | Матчи Макнилла за сборную Нидерландов | Матчи Макнилла за сборную Нидерландов | Матчи Макнилла за сборную Нидерландов | Матчи Макнилла за сборную Нидерландов |
| ------------------------------------- | ------------------------------------- | ------------------------------------- | ------------------------------------- | ------------------------------------- | ------------------------------------- |
| №                                     | Дата                                  | Соперник                              | Счёт                                  | Пропущено голов                       | Соревнование                          |
| 1                                     | 5 апреля 1920                         | Дания                                 | 2:0                                   | —                                     | Товарищеский матч                     |
| 2                                     | 13 мая 1920                           | Италия                                | 1:1                                   | 1                                     | Товарищеский матч                     |
| 3                                     | 16 мая 1920                           | Швейцария                             | 1:2                                   | 2                                     | Товарищеский матч                     |
| 4                                     | 28 августа 1920                       | Люксембург                            | 3:0                                   | —                                     | Олимпийские игры 1920                 |
| 5                                     | 29 августа 1920                       | Швеция                                | 5:4                                   | 4                                     | Олимпийские игры 1920                 |
| 6                                     | 31 августа 1920                       | Бельгия                               | 0:3                                   | 3                                     | Олимпийские игры 1920                 |
| 7                                     | 5 сентября 1920                       | Испания                               | 1:3                                   | 3                                     | Олимпийские игры 1920                 |

Итого: 7 матчей / пропущено 13 голов; 3 победы, 1 ничья, 3 поражения.

## Достижения

### В сборной
- Бронзовый призёр Олимпийских игр: 1920